# PEST-analyse
PEST-analyse et teoretisk værktøj til analyse af en virksomheds omverden. En omverdensanalyse omfatter som udgangspunkt alle tænkelige faktorer, der har indflydelse på virksomhedens værdiskabelse. Oftest indledes omverdensanalysen af en PEST-analyse.

## PEST-analyse
PEST-analyse er:
- et akronym dannet af begyndelsesbogstaverne i de engelske ord "Political, Economic, Social, og Technological" (på dansk: politiske, økonomiske, sociale og teknologiske).

- et teoretisk værktøj til analyse af makroøkonomiske faktorer, der har indflydelse på en virksomheds strategiske muligheder.

- ofte en del af den omverdensanalyse[1] analytikere udfærdiger når de analyserer virksomheders strategiske muligheder og giver et billede af de faktorer virksomheden bør tage med i sine strategiske betragtninger.

Akronymet bliver ofte udvidet til at indeholde yderlige vigtige faktorer, hvis disse har stærk indflydelse på den analyserede virksomhed. Der kan være tale om lovgivningsmæssige, miljømæssige, politiske og demografiske faktorer. Således ses også akronymet "PESTEL" brugt i omverdensanalyser, der omfatter specielle lovgivningsmæssige aspekter og/eller miljømæssige faktorer.

## Sammensætning

### Politiske forhold
Politiske faktorer dækker over hvordan og hvor meget et lands regering griber ind i økonomien. Herunder skattepolitik, lov om arbejdskraft, miljølovgivning, handelsbarrierer, moms, afgifter og told. Oftest er der specifikke lovmæssige aspekter der har direkte indvirkning på virksomhedens ageren. 

### Økonomiske forhold
Økonomiske faktorer dækker over generelle makroøkonomiske tendenser der har indvirkning på virksomhedens strategiske muligheder. Herunder konjunktur, renteniveau, valutakurs og inflation. 

### Sociale forhold
Sociale faktorer inkluderer kulturelle aspekter, befolkningstilvækst, aldersfordeling, uddannelsesniveau, ændring i livsstil, værdier og holdninger, helbred, indkomstfordeling, arbejdsmiljø, mobilitet samt andre sociologiske tendenser i samfundet.

### Teknologiske forhold
Teknologiske faktorer inkluderer omverdenens umiddelbare teknologiske tendenser indenfor områder som forskning samt teknologifremmende offentlige programmer.

## Anvendelse
Modellens faktorer vil have varierende betydning alt efter hvilken branche og produkter/services virksomheden udbyder. Det kan være kompliceret at anvende PEST-analysen på internationale virksomheder i en verden under globalisering.